# Krystian Teych

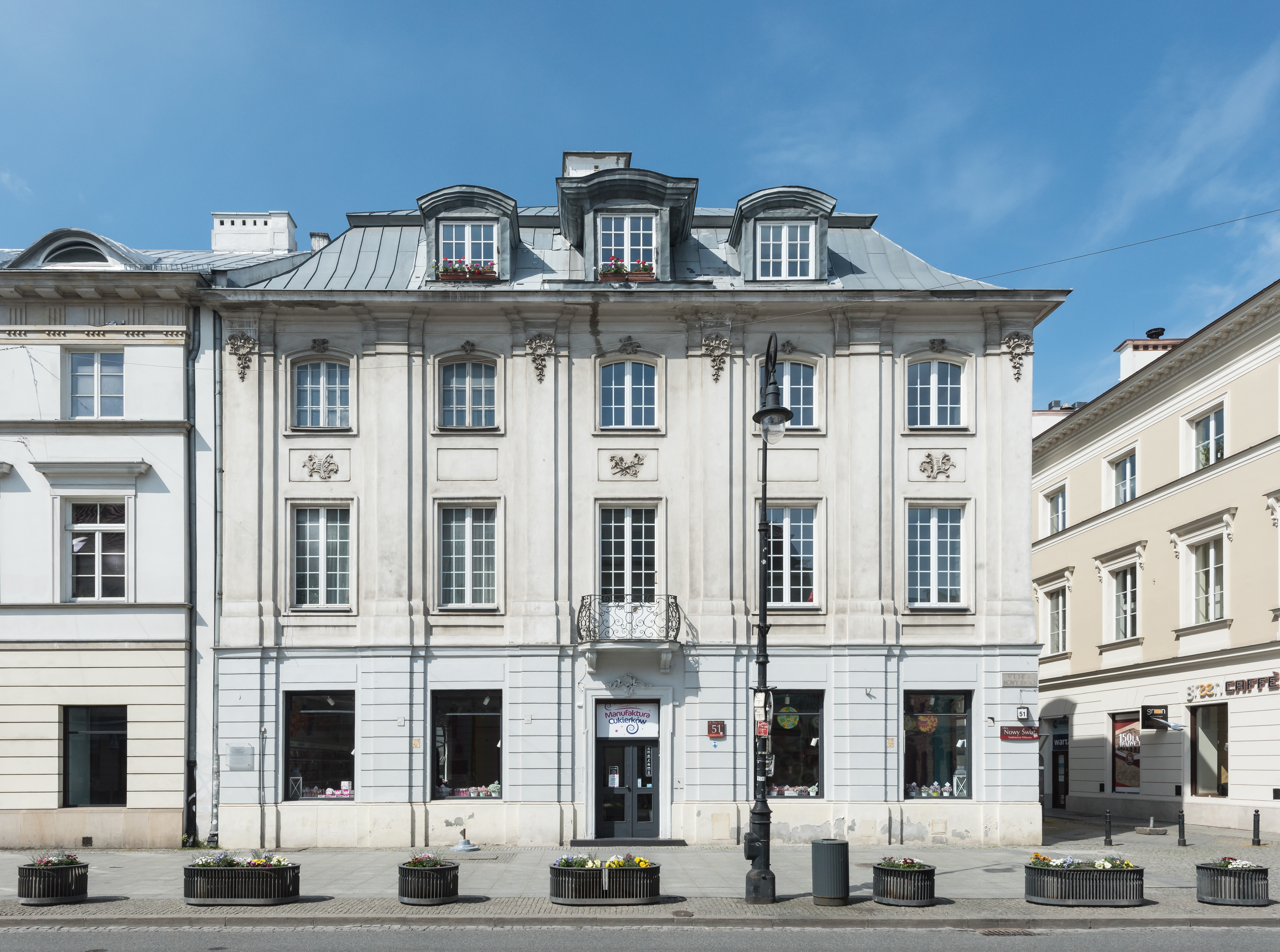
Pałacyk Teychowski (Sanguszków) na Nowym Świecie w Warszawie

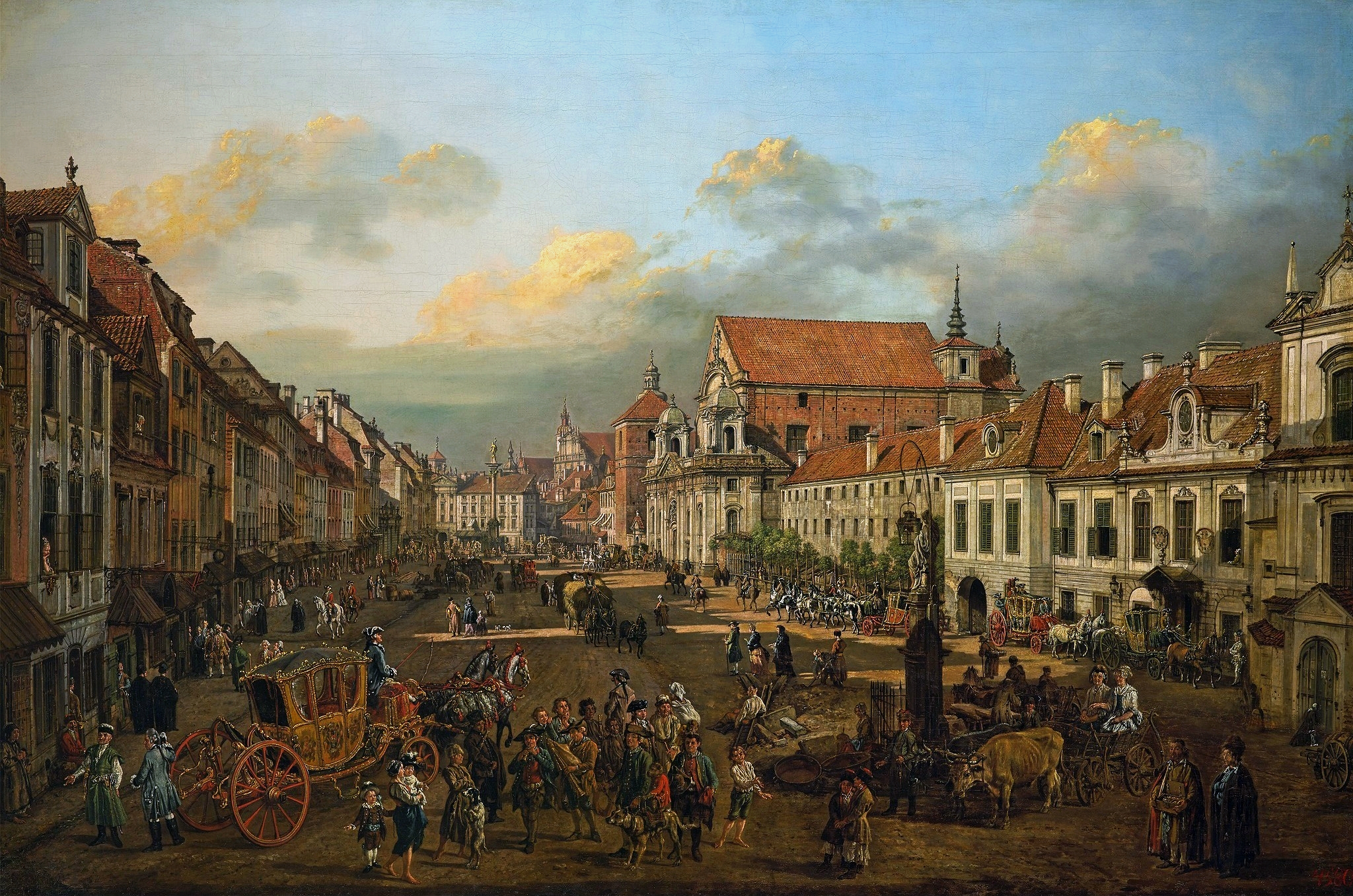
Bernardo Bellotto: Widok Krakowskiego Przedmieścia w stronę placu Zamkowego, 1774 (gdzieś tutaj po prawej stronie, w jurydyce Dziekanka, stała kamienica Krystiana Teycha)

Krystian Teych, także Christian Teich (przed 1710 w (?), zm. przed 1770 w Warszawie) – kupiec, budowniczy i pierwszy właściciel pałacyku przy ul. Nowy Świat 51 w Warszawie (nr hipoteczny 1253). Przez długie lata budynek ten zwany był od jego nazwiska pałacykiem Teychowskim (Teichowskim). Współcześnie pałacyk Sanguszków od nazwiska jednego z późniejszych właścicieli.

## Pierwszy ślad
Był prawdopodobnie z pochodzenia Saksończykiem. Pierwszą wiadomość o jego obecności w Warszawie odnajdujemy w księgach metrykalnych kościoła pod wezwaniem św. Krzyża w Warszawie, gdzie 11 kwietnia 1728, jako kawaler, poślubił pannę Mariannę Jakobowską z tej parafii.

## Krystian vel Krzysztof?
Sześć lat później pojawia się w źródłach warszawskich niejaki Krzysztof Teich, być może tożsamy z Krystianem. Wraz z żoną Katarzyną) miał on w 1734 syna Franciszka Salezego, a w 1738 syna Jana. Z kolei w 1743 odnotowano go jako właściciela dworku przy ulicy Solec, wówczas Szolec (nr hipoteczny 2958).

## Pałacyk Teychowski na Nowym Świecie
To jednak Krystian Teych około 1750 rozpoczął budowę pałacyku przy Nowym Świecie na działce zakupionej od Bractwa św. Rocha, w okolicy jego szpitala. Nie wiemy kto był architektem tego budynku. Został on wzniesiony na ówczesnym południowym przedmieściu Warszawy przy drodze do Mokotowa i górował początkowo nad podmiejskim wówczas, ogrodowym i parterowym otoczeniem. Był dwupiętrowy z mansardowym dachem, zbudowany w stylu rokokowym. Zachował się zapis, że „kupiec Krystyjan Teych” był jego właścicielem w 1754, wówczas przy „ulicy przed ś. Krzyżem” pod numerem 395. Odnotowano tam również, że zamieszkiwało w nim wtedy jedynie dwoje gospodarzy, bez służby i dzieci. Przed 1766 Teych sprzedał ten pałacyk kuchmistrzowi koronnemu, księciu Adamowi Ponińskiemu (1732-1798), któremu w Dekrecie Komisji Porządkowej miasta z 7 stycznia 1766 nakazywano zapłacić 100 florenów „składki koronacyjnej” z tytułu posiadania tego „pałacyku quondam (niegdyś) Teychowskiego na Nowym Świecie stojącego”.

## Kamienica Teychowska w Dziekance
Krystian Teych był potem właścicielem kamienicy w jurydyce Dziekanka, przy Krakowskim Przedmieściu (nr hipoteczny 384), w miejscu gdzie stoi dziś pomnik Adama Mickiewicza. W 1770 była ona już jednak własnością Teychowej (zapisano: „Tychowey”), czyli wdowy po Teychu. Stąd wniosek, że Krystian Teych zmarł przed tym rokiem. W 1784 nie żyła też już pani Teychowa, bowiem „Taryffa posesji Warszawy” z tego roku wskazuje jako właścicieli tej kamienicy sukcesorów Teycha.
W 1794 znów należała ona do Teycha, ale już ich syna Antoniego, który tamtego roku został „komisarzem drzewa” utworzonej przez warszawski magistrat, tzw. „Deputacji nieuchronnych potrzeb wojska rosyjskiego” stacjonującego w mieście po stłumieniu Insurekcji Kościuszkowskiej. Mamy o nim zadziwiają wiadomość; otóż 30 marca 1795 poślubił on Mariannę Kanigowską, a następnego dnia zmarł w czterdziestym roku życia, w nieznanych okolicznościach. Na nim wygasła więc męska linia rodziny Teychów, a przynajmniej brak dalszych śladów jej obecności w Warszawie. W każdym razie w 1807 kamienica Teychowska była już w innych rękach.